# Terleckijtoppen
Terleckijtoppen är en bergstopp i Antarktis. Den ligger i Östantarktis. Norge gör anspråk på området. Toppen på Terleckijtoppen är 2 515 meter över havet, eller 315 meter över den omgivande terrängen. Bredden vid basen är 6,4 km.
Terrängen runt Terleckijtoppen är varierad. Trakten är obefolkad. Det finns inga samhällen i närheten. 